# Himmel (Religion)
Himmel ist in vielen Religionen eine nicht räumlich zu verstehende Sphäre, die alternativ zur empirischen Wirklichkeit übernatürliche Wesen, Erscheinungen oder Götter beheimatet. Außerdem kann dies ein Ort oder Zustand sein, an oder in dem das jenseitige Leben gelebt wird und an dem die Götter oder der Gott ihre Heimat haben.
Der Himmel ist als Heimat der göttlichen Wesen und als erhoffter Ort der Fortdauer nach dem irdischen Leben ein häufiger Topos in Religionen. Gemein ist diesen Vorstellungen eine Transzendierung dieses Ortes und damit einhergehend die wichtige Rolle des Himmels in den eschatologischen Vorstellungen.
Als Gegenstück des Himmels wird in einigen Religionen die Hölle gesehen. Der Himmel gilt dann als der Ort der größtmöglichen Nähe zu Gott, die Hölle als Ort der größtmöglichen Gottferne; allerdings muss hier unterschieden werden zwischen einer übertragenen und mitunter auch schon zu Lebzeiten erreichbaren Verbindung oder einer tatsächlichen Hoffnung auf eine Begegnung mit Gott, die erst nach dem Tod geschehen kann.

## Abrahamitische Religionen

### Judentum

#### Allgemeines
Obwohl bereits mit Erzählungen wie z. B. Jakobsleiter und Turmbau zu Babel der Himmel als Sitz Gottes und seiner Engel galt (zum vermuteten historischen Ursprung siehe Zikkurat), ist der Glaube an das Ende der Welt sowie an Himmel und Hölle als die für die menschliche Seele zugänglichen Aufenthaltsorte in der Ewigkeit im frühen Judentum noch unbekannt. Der Himmel galt lediglich als Aufenthaltsort Gottes und seiner Engel, zu dem kein Mensch Zugang bekam. Erst während der Zeit des zweiten Tempels (bis 70 n. Chr.) gewann der Glaube an eine leibliche Auferstehung innerhalb des Judentums an Bedeutung. Wichtige Textzeugnisse des Alten Testaments dafür sind bei Dan 12,3  zu finden. Die Pharisäer waren die größten Anhänger dieses Glaubens. Im Zentrum dieses Glaubens steht, dass Gott die Menschen beim Gericht entweder in das Paradies oder in die Hölle schickt. Die Zeit und Art des Gerichtes sind zwar im rabbinischen Judentum umstritten, Einigkeit herrscht allerdings darüber, dass der Himmel als Ort Gottes und der Engel für die Menschen auch nach der Auferstehung unerreichbar ist. Himmel und Paradies werden also getrennt gedacht.

#### Himmel in der Hebräischen Bibel (Tanach)
Die Vorstellung der zweigeteilten Welt, die aus dem Himmel einerseits und aus der Erde andererseits besteht, spielt in der Erzählung der Genesis eine entscheidende Rolle, nach der der Schöpfergott Elohim in dem Sechstagewerk aus dem „Wüsten und Leeren“ aus dem „Tohu wabohu“ Himmel und Erde geschaffen hat. In diesem Sinne steht der Begriff Himmel und Erde aber mehr für alle sichtbaren Dinge (Erde) und alle unsichtbaren Dinge außer Gott. Schamajim („Himmel“) bezeichnet dabei den Himmel. Die Verwandtschaft des Wortes "Schamajim" mit dem Wort "majim", dem Plural für "Wasser", erinnert daran, dass der Himmel nach dieser von den Babyloniern übernommenen Vorstellung, der Ort der "Wasser oberhalb des Gewölbes" (Genesis 1,7 ) ist, (hebräisch השמים ha-Schamajim, deutsch ‚die himmlische Wasser‘ zu מַיִם majim, deutsch ‚Wasser‘). In diesem Himmel sind neben Elohim auch die himmlischen Heerscharen und die Engel beheimatet. Darüber hinaus ist dies der Ort, von dem aus sich göttliche Theophanien ereignen (s. Dtn 33,26 ; Ri 5,4 ; Ps 18,10–18 ).
Der Himmel als Heimat Elohims wird darüber hinaus als unerreichbar charakterisiert, sodass der Versuch, diesen zu erreichen, mit göttlicher Strafe quittiert wird (s. Dtn 30,12 ; Gen 11,1–9 ).

### Christentum

#### Allgemeines
Die Frage, wie, ob und in welcher Form an ein Leben nach dem Tod gedacht werden kann, war die gesamte Geschichte des Christentums hindurch Thema der theologischen Diskussion. Festzuhalten ist zunächst, dass bis in das 18. Jahrhundert keine nennenswerte Diskussion über das Ob geführt wurde. Debatten gab es insbesondere um die Frage, ob der Himmel, wie im Neuen Testament angedeutet, der Platz sei, an dem die Menschen Gott begegnen, also eine theozentrische Jenseitsdeutung, oder ob dies der Ort sei, an dem für die Menschen das in Gen 2–3 geschaffene Paradies wiederhergestellt wird.
Ab 1900 kam im Protestantismus in Bezug auf die bis dahin gängigen Spekulationen Ernüchterung auf. So stellt Ernst Troeltsch fest, dass „wir über das Schicksal des Individuums heute weniger spekulieren dürfen als früher.“ Mit Rudolf Bultmann und der Debatte über die Entmythologisierung der Bibel wurde diese Sicht gestützt und die Hoffnung auf ein Leben nach dem Tod im Himmel als menschliche Anmaßung zurückgewiesen.
Auf Seiten der katholischen Kirche verlief die Debatte so, dass die Sicht auf den Himmel bis heute dogmatisch mit den Beschlüssen der Päpste des Mittelalters in Einklang gebracht ist: Hauptmotiv für die katholische Lehre vom Himmel ist demnach die Gottesschau (die Visio beatifica), deren beseligende Erfahrung dem Menschen bereits zu Lebzeiten zukommen kann. Grundlegendes Moment ist die Gemeinschaft mit der göttlichen Dreifaltigkeit.
Im Neuen Testament kommt insbesondere im Matthäusevangelium dem Himmel eine besondere Rolle zu: Im Gegensatz zu der bei Markus verwendeten Wendung vom Reich Gottes steht hier das Himmelreich im Zentrum der Predigten Jesu. Als Grund hierfür wird zweierlei angeführt: Zum einen könnte dahinter die Scheu der Juden vor dem Aussprechen des Gottesnamens stehen, die Jesus davon abhielt den Namen Gottes auszusprechen und stattdessen eine gebräuchliche Umschrift benutzte: Um den Gottesnamen JHWH nicht auszusprechen, wurden verschiedene andere Sprechweisen im Judentum etabliert. Einer davon, der allerdings im Alten Testament noch nicht nachweisbar ist, ist Ha-Schem (Der Name). In der Folge wurde auf Grund der großen Nähe zu Ha-Schamajim (Der Himmel) auch dies als Anrufung Gottes verwendet und damit waren zur Zeit Jesu die beiden Formulierungen Reich Gottes und Himmelreich inhaltlich identisch. Als zweiter Grund wird eine theologische Implikation angenommen: Nach Matthäus 28,18  ist Jesus alle Macht und Gewalt im Himmel und auf Erden gegeben. Somit spricht Matthäus in Mt 13,41 ; Mt 16,28  und Mt 20,21  vom Reich des Menschensohnes.
Eine spezifische Himmelsvorstellung liefert die Offenbarung des Johannes mit dem Motiv des Himmlischen Jerusalems, das konzeptuell an die im Buch Ezechiel des Alten Testaments geschilderte Vision von einem wiedererrichteten, endzeitlichen Jerusalem anknüpft.

#### Zeugen Jehovas
Zeugen Jehovas glauben, dass Gott den Menschen für ewiges Leben auf der Erde erschaffen habe. Laut Lehre der Zeugen Jehovas führte der Sündenfall der ersten Menschen zwar zum Tod, änderte aber nichts am Vorsatz Gottes: Er habe gewollt, dass Menschen ewig in einem Paradies auf Erden leben, und er sorgt dafür durch den Opfertod Jesu, durch den Menschen, die an Christus glauben, ewiges Leben erlangen können. Nach Ansicht der Zeugen Jehovas gibt es zwei verschiedene Aussichten auf ewiges Leben: Eine große, zahlenmäßig unbestimmte Anzahl Menschen bekäme ewiges Leben in einem Paradies auf Erden, das bei der Wiederkunft Christi erstehen würde. Im Himmel dagegen würden 144.000 Auserwählte, von denen nur ein kleiner Überrest noch auf Erden lebe, als Mitkönige Christi regieren.
Jehovas Zeugen lehren, dass 1914 die Herrschaft von Jesus Christus als König im Himmel begonnen habe. Als erste Amtshandlung habe er den Satan und seine Dämonen in die Nähe der Erde verbannt. Seither geschehe im Himmel uneingeschränkt der Wille Gottes. Daraufhin habe die „Erste Auferstehung“ begonnen, das heißt, die Auferstehung der zu den 144 000 Mitregenten Christi gehörenden Personen zu himmlischem Leben. Auf den erwarteten Krieg von Harmagedon werde die 1000-jährige Herrschaft des himmlischen Königreiches Gottes (ein „neuer Himmel“, Offb 21,1 ), das aus Jesus als König und den 144 000 Mitregenten bestehe, über die Erde folgen. Die Erde werde während dieses Millenniums zu einem Paradies umgestaltet werden. Die allgemeine Auferstehung „der Gerechten und Ungerechten“ von den Toten finde im irdischen Paradies statt. Sowohl die Auferstandenen als auch eine „große Volksmenge“ von Harmagedon überlebenden Menschen würden auf der Grundlage des Opfers Jesu zur Vollkommenheit geführt werden und damit zur Möglichkeit, sündenlos, gesund und ewig auf der Erde zu leben („eine neue Erde“ Offb 21,1 ).

### Islam
Im Islam ist der Himmel das Paradies und der Aufenthaltsort der Auserwählten und der Guten nach dem letzten Gericht. Sowohl für den Himmel als auch die Hölle finden sich im Koran jeweils unterschiedliche Bezeichnungen. Bezeichnungen für den Himmel lauten zum Beispiel Dschanna (arabisch جنّة ‚Garten‘, z. B. Sure 2: 35), Eden (ʿadn / عدن, z. B. Sure 20:76) und Paradies (firdaus / فردوس, Sure 18:107 und Sure 23:11). Die islamische Vorstellung vom Himmel ist eine körperliche. Der Himmel ist danach ein Garten, der von Bächen durchzogen ist, in denen Wasser, Milch und Honig fließen. Er ist mit Teppichen und kostbaren Sesseln ausgestattet, schöne Frauen, Huris, und junge Knaben servieren erlesene Früchte und Geflügel. Der Himmel wird durch die Scheidewand Barzach von der Hölle Djahannam abgetrennt. Ein weiterer Aspekt wird durch die Himmelfahrt Mohammeds beleuchtet, die erstmals in der Sure 53, Vers 13–18 kurz angedeutet und in späteren Traditionen weiter ausgeschmückt wird. Demnach wurde Mohammed die Ehre zuteil, schon vor seinem Tod in den Himmel entrückt zu werden. Auch in den anderen abrahamitischen Religionen wird von der Himmelfahrt biblischer Gestalten erzählt.

## Andere monotheistische Religionen: Bahaitum
Im Bahaitum werden die Begriffe Himmel und Hölle vermieden und stehen symbolisch für die Nähe oder Ferne zu Gott, beschreiben also Zustände der menschlichen Seele, die sowohl im Diesseits wie im Jenseits bestehen können.

## Spiritismus
Grundlegend ist die Überzeugung, dass die menschliche Seele nach dem Tod weiter existiere und dass es mit Hilfe von Medien möglich sei, mit den Seelen Verstorbener zu kommunizieren. Die Verstorbenen unterscheiden sich demnach nur wenig von ihrer früheren irdischen Existenz, behalten ihre Eigenheiten, und auch die „andere Welt“, in der sie leben, ähnelt dem Diesseits, ist allerdings in mancherlei Hinsicht „besser“. Damit verbunden war ursprünglich die Überzeugung, dass die Existenz der Seelen oder Geister mittels wissenschaftlicher Experimente nachgewiesen werden könne.
Der Spiritismus geht davon aus, dass die Seelen der Verstorbenen in verschiedenen Stadien aufsteigen und schließlich „in das Licht“ gehen werden.

## Chinesische Philosophie und Konfuzianismus
In der chinesischen Philosophie und insbesondere im Konfuzianismus und Neokonfuzianismus spielt das Konzept „Himmel“ (tiān, 天) – obwohl der Konfuzianismus eine rein weltliche Philosophie ist – eine zentrale Rolle.
In der Zeit der Shang- (18.–11. Jahrhundert v. Chr.) und der Zhou-Dynastie (11.–8. Jahrhundert v. Chr.) wurde der Himmel als oberste Gottheit und Herr aller anderen Gottheiten und Geister mit Opfern geehrt. Er galt als diejenige Kraft, die die Welt kontrollierte, Leben und Tod hingen von ihm ab. Gleichzeitig galt er als eine Art göttlicher Ahnherr. Im Unterschied etwa zum abrahamitischen Gott wurde der Himmel allerdings schon in der Frühgeschichte Chinas nicht als persönliche Gottheit, sondern als geistiges Wesen oder oberstes Weltprinzip aufgefasst. Eine seiner wichtigsten Funktionen war die Autorisierung der Herrscher durch ein „Himmelsmandat“ (tiānmìng, 天命), wobei der Herrscher sich dieses Mandat aber durch Tugend (dé, 德) verdienen und erhalten und sich dem Willen des Himmels fügen musste.
Konfuzius übernahm im 6./5. Jahrhundert v. Chr. die meisten dieser Konzepte, besonders das „Himmelsmandat“, zweifelte aber, dass der Himmel auch im alltäglichen Leben der Menschen großen Einfluss nehme, nahm an, dass nur wenige Weise wie der mythische Kaiser Yao dem himmlischen Willen haben folgen müssen, und hat den Himmel selten erwähnt. Im Anschluss an den spätkonfuzianischen Philosophen Xunzi (3. Jahrhundert v. Chr.), der bezweifelte, dass Herrscher überhaupt in einer besonderen Beziehung zum Himmel stehen, wurde die Rede vom „Himmelsmandat“ zwar noch formelhaft gebraucht, verlor aber seine Bedeutung als Glaubensinhalt.
Im 2. Jahrhundert v. Chr. erlebte das Konzept bei Dong Zhongshu eine  Wiederbelebung, und auch im Neokonfuzianismus der Zeit der Song-Dynastie (960–1279) war davon die Rede, dass der Himmel allen Geschöpfen auf Erden seine „Himmlische Ordnung“ (tiānlǐ, 天理) auferlege. Abweichend von der Lehre Konfuzius’ geht der Neokonfuzianismus davon aus, dass die himmlische Ordnung allen Menschen innewohne.